# Lugalzagesi

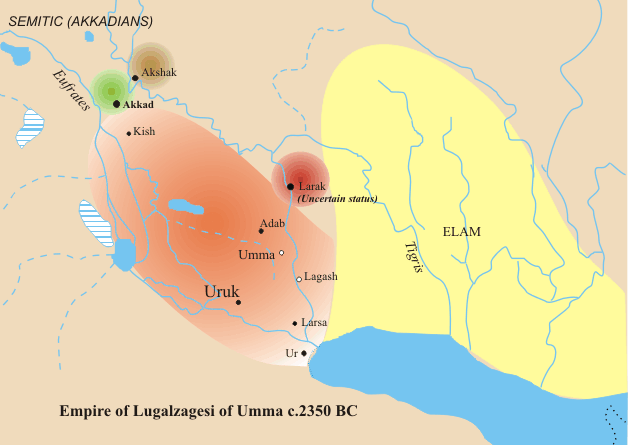
Sumer za Lugalzagesiego (na czerwono), ok. 2350 p.n.e.

Lugalzagesi – władca sumeryjskiego miasta-państwa Umma, panujący ok. 2350 r. p.n.e. Jeden z pierwszych sumeryjskich władców, który podjął próbę zjednoczenia całego Sumeru. W Sumeryjskiej liście królów występuje jako jedyny przedstawiciel III dynastii z Uruk. 
Pokonał swojego odwiecznego rywala - miasto Lagasz, rządzone przez reformatora Urukaginę w ósmym roku jego panowania:
„Ludzie Ummy rzucili na pastwę pożarów, rabowali srebro i drogocenne kamienie; przelali krew w pałacu Tirasz; przelali krew w świątyni Enlila i w świątyni Bau... z pól Ningirsu zagarnęli zboża. Ludzie Ummy podbijając Lagasz, wzięli na siebie grzech przeciw Ningirsu”. 
Następnie zdołał podbić wszystkich sumeryjskich miejscowych władców (Ur, Larsa, Nippur oraz Kisz) i zjednoczyć Sumer. Stolicę przeniósł do Uruk. Po podboju miast Sumeru przyjął tytuł „króla Kraju” (sum. lugal kalam-ma).
W inskrypcjach dowodził pochodzenia swojej władzy nad zdobytymi ziemiami między Dolnym Morzem (Zatoką Perską), a Górnym Morzem (Morzem Śródziemnym) od Enlila:
„Kiedy Enlil, król całego kraju, uczynił Lugalzagesi królem nad całym krajem i podporządkował mu wszystkie kraje od wschodu do zachodu, i ustanowił jego prawo nad nimi, od Morza Dolnego przez Tygrys i Eufrat aż po Morze Górne, drogi kraju stały się bezpieczne. Kraj żył w pokoju, ludzie z radością nawadniali pola; wszystkie dynastie Sumeru i poszczególni władcy z całego kraju podporządkowali się władzy zwierzchniej Uruk”.
Żadne źródła nie potwierdzają wpływów Lugalzagesiego nad Morzem Śródziemnym, świadczą jednak o poszerzeniu horyzontu geograficznego mieszkańców Sumeru.
Został pokonany w 25. roku swojego panowania przez semickiego króla z północy Sargona Wielkiego z Akadu. Jako jeniec przewieziony został w klatce do świętego miasta Nippur i stracony.